# Stenopterygia hemiphaea
Stenopterygia hemiphaea är en fjärilsart som beskrevs av George Francis Hampson 1911. Stenopterygia hemiphaea ingår i släktet Stenopterygia och familjen nattflyn. Inga underarter finns listade i Catalogue of Life.